# Il cavallo di Troia
Il cavallo di Troia è una rivista culturale italiana, pubblicata a cadenza trimestrale tra l'inverno 1981 e l'autunno 1989 (ne uscirono 12 numeri) a Roma, a cura della "Cooperativa scrittori e lettori", con la direzione responsabile affidata a Paolo Mauri e in redazione Stefano Giovanardi e Simona Cigliana, ma anche Vincenzo Bonazza (fino al n. 4), Lucio Klobas (dal n. 6, in collegamento da Bergamo), Nico Orengo (dal n. 6, in collegamento da Torino) e Fabio Squillante (dal n. 6 al n. 10, in collegamento da Mosca).
Il comitato di direzione includeva Giampaolo Dossena, Gaio Fratini, Giuliano Gramigna, Angelo Guglielmi, Alfredo Giuliani, Luigi Malerba, Walter Pedullà e Antonio Porta.
L'art director era Gianni Sassi, e il progetto grafico era di Piergiorgio Maoloni. L'impaginazione basata su una colonna centrale di 2/3 della pagina e a destra una "colonna continua" di 1/3, con carattere minore e spesso ricca di disegni, portava a leggere gli articoli e le inchieste principali come contornate da altri interventi, esempi storici, lettere e citazioni.
I primi 5 numeri furono stampati dalla Cooperativa Intrapresa, con sede a Milano; dal n. 6 in poi, l'editore divenne Pierluigi Lubrina, con sede a Bergamo. La sede della redazione era invece a via Margana 42, nei pressi di via delle Botteghe Oscure di Roma.
Il taglio voluto, tra spiritoso e goliardico, si proponeva di esplorare l'illecito in letteratura, passando dal gioco di parole alla delazione, dalla recensione piratesca all'intervento allegorico o giocoso.
Tra gli autori che vennero pubblicati, oltre i redattori e i direttori, appaiono Maria Corti, Toti Scialoja, Antonio Tabucchi, Gabriella Sica, Cesare Milanese, Fernando Pessoa, Carlo Villa, Alberto Boatto, Giorgio Celli, Guido Almansi, Luca Archibugi, Giovanni Ventura, Giacomo Debenedetti, Massimo Bontempelli, Ermanno Cavazzoni, Luigi Fontanella, Edoardo Sanguineti, Umberto Eco, Fortunato Depero, Bruno Corra, Jolanda Insana, Omar Calabrese, Enzo Golino, Augusto Frassineti, Giuseppe Bonaviri, Dante Della Terza, Giovanna Sandri, Sandro Sinigaglia, Giulio Ferroni, Romano Luperini, Cesare Greppi, Pierre Mac Orlan, Paola Masino, Georges Perec, Colette, Ugo Foscolo, Luigi Monteleone, Alfonso Gatto, Beniamino Placido, Ugo Pirro, Vito Riviello, Mario Verdone, Enrico Filippini, Valentino Zeichen, Nico Garrone, Vincenzo Cerami, Ariodante Marianni, Antonio Pizzuto, Germano Lombardi ecc.
Nel numero 1 appare anche un dialogo di Italo Calvino, nel n. 2 un racconto di Jorge de Sena e un saggio di Roland Barthes, e uno di Daniello Bartoli (a cura di Bice Mortara Garavelli), nel n. 3 un saggio sulla filastrocca di Massimo Piattelli Palmarini, delle poesie di Robert Louis Stevenson (tradotte da Roberto Mussapi), nel n. 3 un saggio di Béroalde de Verville e 30 poesie di Alda Merini, nel n. 4 pagine inedite di Viktor Borisovič Šklovskij, nel n. 5 un dibattito sul rapporto tra storia e scrittura (iniziato dal n. precedente), nel n. 6 un'inchiesta sul lavoro dello scrittore (di Simona Cigliana), nel n. 7 gli atti del processo a Filippo Tommaso Marinetti, nel n. 8 un'intervista a Brad Leithauser, nel n. 9 un dibattito su surrealismo e sessualità, nel n. 10 un soggetto inedito di Pier Paolo Pasolini e tre racconti di Gustav Ernst, nel n. 11 un articolo su Dante Alighieri scritto da Giulio Perticari.